# Vogelkopkatvogel
De vogelkopkatvogel (Ailuroedus arfakianus) is een van de meer dan twintig soorten prieelvogels. De vogel werd in 1874 door Adolf Bernhard Meyer als aparte soort beschreven. De soort werd daarna vaak als ondersoort van de zwartoorkatvogel (A. melanotis) beschouwd. Maar volgens moleculair genetisch onderzoek is de status van soort verdedigbaar.

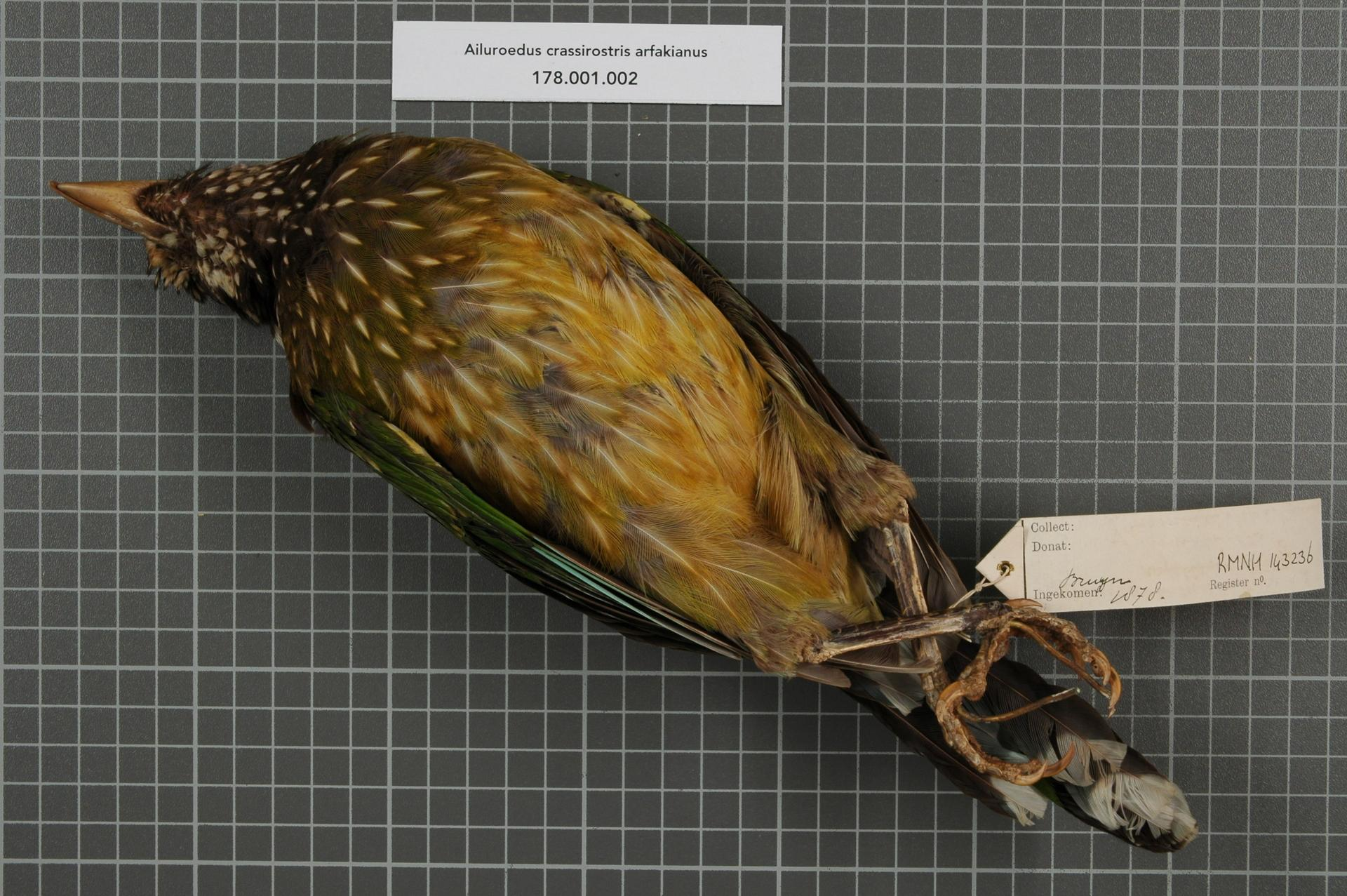
Zoölogisch specimen van de vogelkopkatvogel uit de collectie van Naturalis

.

## Kenmerken
De vogel is ongeveer 29 cm lang en lijkt uiterlijk sterk op de zwartoorkatvogel. De vogel is iets donkerder gekleurd, van boven donkerder groen en ook op de kin en borst meer zwart dan bij de zwartoorkatvogel.

## Verspreiding en leefgebied
De soort komt voor in het westen van Nieuw-Guinea op het schiereiland Vogelkop en het eiland Misool.  Er zijn twee ondersoorten:
- A. a. misoliensis: Misool.
- A. a. arfakianus: Vogelkop.

De vogel komt voor in montaan tropisch bos in het Arfakgebergte op hoogten tussen de 600 en 2300 meter boven zeeniveau. 

## Status
De vogelkopkatvogel komt niet als aparte soort voor op de lijst van het IUCN, maar is daar een ondersoort van de zwartoorkatvogel (A. melanotis misoliensis/arfaianus).